# Горка (Полновская волость)
Го́рка — деревня в Гдовском районе Псковской области России. Входит в состав Полновской волости Гдовского района.

## География
Расположена в 15 км к северо-востоку от волостного центра села Ямм, у прибрежья реки Чечевинка (правого притока Желчи), и в 8 км к северо-востоку от деревни Полна.

## Население
Численность населения деревни на 2000 год составляла 14 человек, на 2002 год — 7 человек.